# Équitation aux Jeux olympiques de 1920
Navigation
Stockholm 1912 Paris 1924
L'équitation est présente aux Jeux olympiques d'été de 1920 avec sept épreuves : le concours complet individuel et par équipe, le dressage en individuel, le saut d'obstacles individuel et par équipe, et la voltige en individuel et par équipe, discipline nouvelle qui fait son apparition pour la première et unique fois aux Jeux olympiques.
Huit nations prennent part à la compétition représentées par 87 athlètes. Conséquence de la Première Guerre mondiale, l'Allemagne, l'Autriche, la Hongrie, la Bulgarie et la Turquie ne sont pas invités. La Russie, en pleine guerre civile, refuse l'invitation.
L'organisation des épreuves équestres présente peu de différences avec celles des Jeux de 1912, si ce n'est la disparition de l'épreuve de dressage en concours complet et l'apparition de la voltige. Le niveau d'exigence demandé est cependant plus élevé que lors des premières éditions des Jeux. Seuls les cavaliers militaires sont autorisés à participer à la compétition et leur sélection se fait sur décision du commandant de cavalerie.
La Suède remporte le plus grand nombre de médailles lors de ces compétitions équestres avec neuf médailles dont quatre en or. Elle est suivie par la Belgique qui remporte cinq médailles dont deux en or, et de l'Italie avec également cinq médailles mais seulement une médaille d'or.

## Contexte
Les Jeux olympiques de 1916 ayant été annulés en raison de la Première Guerre mondiale, il faut attendre 1920 pour qu'une nouvelle édition des Jeux ait lieu. Le Comité international olympique est chargé de l'organisation de l'événement. Conséquence de la fin de la guerre, l'Allemagne, l'Autriche, la Hongrie, la Turquie et la Bulgarie sont exclus de participation par le comité d'organisation. La Russie est également absente car en pleine guerre civile.

## Organisation

### Site des compétitions
Certaines épreuves équestres se sont déroulées sur le parcours de steeple-chase du Country Club d'Hoogboom.

### Calendrier
Les épreuves équestres se sont déroulées du 6 au 12 septembre 1920.

## Participation
Lors de cette édition, huit nations ont participé aux épreuves équestres des jeux, représentées par 87 athlètes. La Suède est le pays qui a présenté le plus d’athlètes lors de ces jeux avec 19 couples, suivie de la France avec 17 couples et de la Belgique avec 15 couples engagés.
- Belgique (15)
- États-Unis (14)
- Finlande (1)
- France (17)
- Italie (14)
- Norvège (6)
- Pays-Bas (1)
- Suède (19)

## Épreuves
Sept titres issus de quatre disciplines sont disputés à l'occasion de ces Jeux olympiques d'été de 1920.
| Discipline       | Individuel | Par équipe | Total |
| ---------------- | ---------- | ---------- | ----- |
| Dressage         | 1          |            | 1     |
| Saut d'obstacles | 1          | 1          | 2     |
| Concours complet | 1          | 1          | 2     |
| Voltige          | 1          | 1          | 2     |
| Total            | 4          | 3          | 7     |

## Compétition
Les jeux de 1920 présentent sept épreuves équestres : le complet en individuel et par équipe, le dressage en individuel, le saut d'obstacles en individuel et par équipe, et la voltige en individuel et par équipe. Le programme, fixé par le Congrès de Paris est ainsi identique à celui des jeux de Stockholm huit ans plus tôt, à la différence de la voltige, qui fait son entrée dans le concours.
Les sports équestres se caractérisent par l’omniprésence des cavaliers militaires sur les différentes épreuves. L’équitation sportive est en effet une pratique militaire exclusivement masculine qui permet, dans une époque de motorisation de la cavalerie, d’offrir un nouveau débouché aux officiers et aux chevaux. La sélection des compétiteurs se fait pour chaque pays sur décision du commandant de cavalerie. Ce dernier nomme également la monture affectée à chaque cavalier et s'agissant de militaires, un cavalier ne peut refuser le cheval qui lui est confié.

### Dressage
L'épreuve se déroule sur une carrière mesurant 50 m de long par 20 m de large, soit 10 m de long de plus qu'en 1912. Depuis les dernières olympiades, le niveau de reprise s'est complexifié avec l'apparition de la notion de « rassemblé » qui doit être pratiqué dans les trois allures. Des serpentines et des changements de pieds sont également au programme.
Les quatre premières places de l'épreuve de dressage sont occupées par des cavaliers suédois. La compétition est ainsi remportée par le capitaine Janne Lundblad et son cheval Uno qui totalisent 27 937 points. La seconde place est attribuée au lieutenant Bertil Sandström et à son cheval Sabel pour leurs 26 312 points. Le lieutenant Hans von Rosen et Running Sister prennent la médaille de bronze avec 25 125 points. Wilhelm von Essen et le capitaine Noneg restent au pied du podium avec 24 875 points.
| Médaille                            | Nom              | Pays  | Cheval         |
| ----------------------------------- | ---------------- | ----- | -------------- |
| Médaille d'or, Jeux olympiques      | Janne Lundblad   | Suède | Uno            |
| Médaille d'argent, Jeux olympiques  | Bertil Sandström | Suède | Sabel          |
| Médaille de bronze, Jeux olympiques | Hans von Rosen   | Suède | Running Sister |

### Concours complet
La compétition se déroule sur trois jours. Le premier jour de compétition consiste en une course de 50 km composée d'un parcours sur route de 45 km et d'un cross de 5 km présentant dix-huit obstacles mesurant entre 1,10 m et 1,15 m de hauteur ainsi qu'une rivière. Le tout à parcourir en 3 h 30. Le second jour, les concurrents doivent réaliser une course de 20 km sur route à couvrir en une heure. Après un contrôle vétérinaire, les concurrents déclarés aptes doivent prendre le départ d'un steeple à réaliser avec une vitesse minimum de 50 mètres par minute. La compétition se termine par un parcours de sauts d'obstacles de 1 150 m composé de dix-huit obstacles dont la hauteur n'excède pas 1,25 m. Le test de dressage, présent aux jeux de 1912, a été supprimé du programme du concours complet pour cette édition des Jeux,.

#### Individuel
La compétition individuelle est remportée par le lieutenant Helmer Mörner avec 1 775 points. La médaille d'argent va au lieutenant Age Lundström qui totalise 1 738 points, alors que la médaille de bronze est remise au commandant Ettore Caffaratti et ses 1 733,75 points.
| Médaille                            | Nom               | Pays   | Cheval   |
| ----------------------------------- | ----------------- | ------ | -------- |
| Médaille d'or, Jeux olympiques      | Helmer Mörner     | Suède  | Germania |
| Médaille d'argent, Jeux olympiques  | Age Lundström     | Suède  | Ysra     |
| Médaille de bronze, Jeux olympiques | Ettore Caffaratti | Italie | Caniche  |

#### Par équipe
La médaille d'or par équipe est octroyée à la Suède qui totalise 5 057,50 points. La médaille d'argent est pour l'Italie et ses 4 735 points. La Belgique remporte quant à elle le bronze avec 4 560 points. Les États-Unis doivent se contenter de la 4e place.
| Médaille                            | Pays     | Noms                                                                   |
| ----------------------------------- | -------- | ---------------------------------------------------------------------- |
| Médaille d'or, Jeux olympiques      | Suède    | Helmer Mörner, Åge Lundström, Georg von Braun, Gustaf Dyrsch           |
| Médaille d'argent, Jeux olympiques  | Italie   | Ettore Caffaratti, Garibaldi Spighi, Giulio Cacciandra, Carlo Asinari  |
| Médaille de bronze, Jeux olympiques | Belgique | Roger Moeremans d'Emaüs, Oswald Lints, Jules Bonvalet, Jacques Misonne |

### Saut d'obstacles
Pour la compétition de saut obstacles, les concurrents doivent réaliser un parcours de 800 m composé de quatorze obstacles mesurant entre 1,30 m et 1,40 m, ainsi que d'une rivière de 4 m de large. Les règles définies pour le concours sont identiques à celles de 1912 avec, par exemple, une vitesse minimum de 400 mètres par minute et un poids minimum par monture de 75 kg.

#### Individuel
La médaille d'or revient au lieutenant Tommaso Lequio di Assaba et son cheval Trebecco, seul couple à avoir réalisé l'ensemble du parcours sans aucune faute. Le commandant Alessandro Valerio et son cheval Cento prennent la deuxième place du concours avec trois fautes. La médaille de bronze est remportée par le capitaine Carl Gustaf Lewenhaupt et son cheval Mon Cœur qui réalisent quant à eux quatre fautes.
| Médaille                            | Nom                      | Pays   | Cheval   |
| ----------------------------------- | ------------------------ | ------ | -------- |
| Médaille d'or, Jeux olympiques      | Tommaso Lequio di Assaba | Italie | Trebecco |
| Médaille d'argent, Jeux olympiques  | Alessandro Valerio       | Italie | Cento    |
| Médaille de bronze, Jeux olympiques | Carl Gustaf Lewenhaupt   | Suède  | Mon Cœur |

#### Par équipe
Dans le classement par équipe, la Suède gagne l'or avec 14 fautes. Elle est suivie de la Belgique avec 16.25 fautes et de l'Italie avec 18.75 fautes. La France termine quatrième avec 34.75 fautes et les États-Unis cinquième avec 42 fautes.
| Médaille                            | Pays     | Noms                                                                           |
| ----------------------------------- | -------- | ------------------------------------------------------------------------------ |
| Médaille d'or, Jeux olympiques      | Suède    | Claës König, Hans von Rosen, Daniel Norling, Frank Martin                      |
| Médaille d'argent, Jeux olympiques  | Belgique | Henri Laame, André Coumans, Hermann de Gaiffier d'Hestroy, Herman d'Oultremont |
| Médaille de bronze, Jeux olympiques | Italie   | Ettore Caffaratti, Alessandro Alvisi, Giulio Cacciandra, Carlo Asinari         |

### Voltige
L'édition de 1920 a la particularité de proposer la discipline de la voltige. Cette épreuve, exclusivement réservée aux officiers, consiste en une succession de figures à cheval comme au sol, à l'arrêt et au galop, à cru comme en selle,. Seuls trois pays participent à la compétition. Si la discipline a depuis été reconnue par la FEI et est depuis présente aux jeux équestres mondiaux, c'est la seule et unique fois qu'elle apparait aux Jeux olympiques.

#### Individuel
La médaille d'or est remportée par le troupier Daniel Bouckaert qui totalise 30.5 points dans la compétition. La seconde place est octroyée au soldat Fiel et ses 29.5 points. Le troupier Finet est classé troisième avec 29 points.
| Médaille                            | Nom              | Pays     | Cheval |
| ----------------------------------- | ---------------- | -------- | ------ |
| Médaille d'or, Jeux olympiques      | Daniel Bouckaert | Belgique |        |
| Médaille d'argent, Jeux olympiques  | Fiel             | France   |        |
| Médaille de bronze, Jeux olympiques | Louis Finet      | Belgique |        |

#### Par équipe
Dans le classement par équipe, la Belgique remporte le titre olympique avec 87.5 points. La seconde place est pour la France et ses 81.083 points. La troisième revient à la Suède qui totalise 59.416 points.
| Médaille                            | Pays     | Noms                                                                |
| ----------------------------------- | -------- | ------------------------------------------------------------------- |
| Médaille d'or, Jeux olympiques      | Belgique | Daniel Bouckaert, Louis Finet, Van Ranst                            |
| Médaille d'argent, Jeux olympiques  | France   | Fiel, Pierre Guyot d'Asnières de Salins, Georges du Hamel de Canchy |
| Médaille de bronze, Jeux olympiques | Suède    | Carl Green, Anders Mårtensson, Oskar Nilsson                        |

## Médailles
La Suède remporte le plus grand nombre de médailles lors de ces compétitions équestres avec neuf médailles dont quatre en or. Elle est suivie par la Belgique qui remporte cinq médailles dont deux en or, et de l'Italie avec également cinq médailles mais seulement une médaille d'or.
| Rang | Pays     | Médaille d'or, Jeux olympiques | Médaille d'argent, Jeux olympiques | Médaille de bronze, Jeux olympiques | Total |
| ---- | -------- | ------------------------------ | ---------------------------------- | ----------------------------------- | ----- |
| 1    | Suède    | 4                              | 2                                  | 3                                   | 9     |
| 2    | Belgique | 2                              | 1                                  | 2                                   | 5     |
| 3    | Italie   | 1                              | 2                                  | 2                                   | 5     |
| 4    | France   | 0                              | 2                                  | 0                                   | 2     |